# U.S. Bank Tower (Denver)
A U.S. Bank Tower é um arranha-céu de escritório de 26 andares e 119 m (389 ft) de altura, localizado em Denver, Colorado. Foi concluída em 1975. Minoru Yamasaki & Associates projetou o prédio, e atualmente é o 19º maior edifício de Denver. Sua fachada é revestida de mármore branco com vidro colorido, construído no típico estilo modernista.